# Vallan
Vallan – miejscowość i gmina we Francji, w regionie Burgundia-Franche-Comté, w departamencie Yonne.
Według danych na rok 1990 gminę zamieszkiwały 694 osoby, a gęstość zaludnienia wynosiła 59 osób/km² (wśród 2044 gmin Burgundii Vallan plasuje się na 342. miejscu pod względem liczby ludności, natomiast pod względem powierzchni na miejscu 817.).